# 國軍日 (韓國)
國軍日（韩语：／）是韓國公共節日，於每年10月1日慶祝，以紀念大韓民國國軍越過三八線向北追擊。空軍日（10月1日）、陸軍日（10月2日）、海軍日（11月11日）是韓國的國軍日。